# Rose Madder
Rose Madder – powieść Stephena Kinga wydana w 1995 roku.

## Fabuła
Rosie Daniels to kobieta, która po 14 latach małżeństwa decyduje się na opuszczenie męża. Ma dosyć ciągłego życia w strachu przed współmałżonkiem, który ją bił, maltretował i poniżał. Ucieka do innego miasta, gdzie znajduje schronienie w miejscu, które pomaga kobietom w trudnej sytuacji życiowej. Z czasem zyskuje przyjaciół i spotyka także przystojnego mężczyznę Billa, w którym się zakochuje. Nabywa również przedziwny obraz w sklepie ze starociami, który jak się okazuje pozwala przeniknąć do innego świata. Jednak mąż Rosie, Norman, który jest policjantem próbuje ją odnaleźć. Ocalenie może przynieść jej tylko obraz, który kupiła w sklepie, zatytułowany Rose Madder.